# Comperiella aspidiotiphaga
Comperiella aspidiotiphaga is een vliesvleugelig insect uit de familie Encyrtidae. De wetenschappelijke naam is voor het eerst geldig gepubliceerd in 1966 door Subba Rao.